# La favorita (film 2018)
La favorita (The Favourite) è un film del 2018 diretto da Yorgos Lanthimos.
Il film ha come protagoniste Olivia Colman, Emma Stone e Rachel Weisz. Il film ha ricevuto 10 candidature agli Oscar 2019, 12 candidature ai Premi BAFTA dello stesso anno e 5 candidature ai Golden Globe. Olivia Colman è stata premiata col premio Oscar, il Golden Globe e la Coppa Volpi per la migliore interpretazione femminile.

## Trama
Nel 1708, mentre la Gran Bretagna è in guerra con la Francia, siede sul trono la regina Anna, che, non più giovanissima e dalla salute cagionevole, da tempo trascura il suo regno: mentre i membri della corte si danno alla gozzoviglia, lei preferisce allevare i suoi 17 conigli, ognuno dei quali rappresenta un figlio che lei ha perso nel corso degli anni. Ad amministrare il potere è in effetti Sarah Churchill, detta Lady Marlborough, sua responsabile delle finanze della Casa reale e fidata consigliera, la quale approfitta della sua posizione per favorire il primo ministro Sidney Godolphin e il marito, militare impegnato nella guerra. Sarah ha come nemico Robert Harley, un tory proprietario terriero che vorrebbe la fine della guerra per evitare il raddoppio delle tasse.
Un giorno a corte arriva Abigail Hill, cugina di Sarah caduta in disgrazia dopo che suo padre l'ha utilizzata come pagamento dei suoi debiti di gioco. La ragazza, determinata a riacquisire una posizione sociale alta, viene messa a lavorare come sguattera; tuttavia ben presto inizia a farsi notare dalla regina, a cui un giorno somministra di nascosto un cataplasma che lenisce la gotta pur non facendola guarire del tutto. Inizialmente furiosa per l'ambizione di sua cugina, Sarah inizia ad ammirarne discretamente il carattere, e la promuove a sua cameriera personale. Abigail viene presto avvicinata da Harley, che le propone di diventare sua spia. La ragazza dapprima rifiuta; successivamente scopre che Sarah e la regina sono in realtà amanti e inizia a macchinare un piano che la porterà a ottenere la posizione di sua cugina.
Approfittando del fatto che Sarah trascura Anna per dedicarsi agli affari del regno, Abigail instaura con la Regina una relazione che in breve la porta a diventare Lady of the Bedchamber; ben presto le due iniziano a intrattenere una relazione sessuale, mentre Harley approfitta delle informazioni della ragazza per prendere potere. Quando Sarah scopre i piani della cugina, inizia a pianificare il modo per mandarla via; tra le due donne inizia una battaglia per conquistare il favore della regina, la quale, compiacendosi nel sentirsi desiderata, alimenta i dissidi tra le due. Il culmine avviene quando Abigail avvelena il tè di Sarah e fa in modo che la donna cada da cavallo e venga trascinata via nel bosco. Sarah si risveglia in un bordello, ferita e ammalata.
Sarah sparisce per diversi giorni e perciò Anna crede si sia nascosta per ingelosirla, e per ripicca promuove Abigail a sua favorita e la dà in sposa al barone Samuel Masham, cosa che rende la ragazza di nuovo nobile. Consigliata da lei, Anna deporrà Sidney Godolphin dalla carica di primo ministro per cedere la carica a Harley. Quando Sarah torna a corte, scopre che la situazione è profondamente cambiata sia nel Parlamento che nel cuore della regina, così dà un ultimatum ad Anna: se non caccerà Abigail e Harley, consegnerà le lettere d'amore che si sono scambiate nel corso degli anni alla stampa, cosa che causerà un terribile scandalo. Questa minaccia non ha seguito, poiché è la stessa Sarah a bruciare le lettere poco dopo; tuttavia la regina, delusa da quel gesto, la fa cacciare e Abigail prende il suo posto come Keeper of the Privy Purse.
Intuendo che Sarah resta comunque una minaccia per la sua condizione sociale, Abigail presenta alla regina le prove che lei e il marito le hanno sottratto del denaro, ed intercetta e brucia la lettera con cui Sarah intende riconciliarsi con Anna; Sarah e lord Marlborough vengono perciò banditi dal Regno. Questo, tuttavia, incrina anche la relazione tra Anna e Abigail, la quale, ormai di nuovo nobile, si dà a una vita lussuriosa, del tutto diversa da quella rigorosa e castigata di Sarah, occupandosi inoltre del regno in maniera superficiale e incompetente. Un giorno Anna intravede per un attimo Abigail maltrattare per gioco uno dei suoi conigli: ormai consapevole della vera natura della ragazza, le si rivolge con tono imperioso ordinandole di massaggiarle la gamba malata come faceva quando era sua serva; mentre la ragazza esegue, la regina la umilia afferrando i suoi capelli, lasciando intendere che, pur nobile, per lei rimarrà sempre una serva.

## Produzione

### Sviluppo
Deborah Davis ha scritto la prima bozza del film nel 1998. Non aveva precedenti esperienze di sceneggiatura e ha studiato la materia alla scuola serale. Ha inviato la bozza, intitolata The Balance of Power, alla produttrice Ceci Dempsey, che ha risposto entusiasta. Davis aveva poca conoscenza della regina e delle sue relazioni con Sarah Churchill e Abigail Masham. La sua ricerca l'ha portata alla scoperta di un "triangolo femminile". Ha studiato lettere scritte da Anna, Sara e Abigail.
Questo è stato il primo film che Lanthimos ha diretto con gli sceneggiatori Davis e McNamara. Lanthimos è stato attratto dalla loro sceneggiatura e "ho fatto conoscenza con i tre personaggi femminili, che erano persone reali. Sentivo che era una storia interessante a sé stante, ma ho anche l'opportunità di creare tre complessi personaggi femminili che è qualcosa di raro".

### Pre-produzione
La produttrice Ceci Dempsey, che ha letto la prima bozza, ha dichiarato di essere stata "perseguitata" dalla "passione, dall'istinto di sopravvivenza di queste donne, dalle manipolazioni e da ciò che hanno fatto per sopravvivere". Tuttavia, Dempsey aveva difficoltà a ottenere finanziamenti in quel momento a causa del contenuto lesbico, nonché della mancanza di rappresentanza maschile, che secondo i finanziatori sarebbe stata una sfida al mercato. Quasi un decennio dopo, il produttore Ed Guiney si è impadronito della sceneggiatura ed è stato similmente attratto dalla complicata trama e dalle relazioni delle tre donne. "Non volevamo fare un ennesimo dramma in costume britannico", ha affermato, "[volevamo] una storia che fosse contemporanea, pertinente e vibrante, non qualcosa che uscisse da un museo".
Durante questo periodo, Guiney ha conosciuto Yorgos Lanthimos, il cui film Kynodontas aveva ricevuto una nomination all'Oscar al miglior film in lingua straniera e si è avvicinato a lui, sperando di fargli dirigere il film. Lanthimos si è subito incuriosito dell'idea che "[queste] tre donne possedessero un potere che ha influenzato la vita di milioni di persone" e allo stesso tempo ha scoperto che la storia era anche "intima". Lanthimos ha quindi iniziato a lavorare a stretto contatto con lo sceneggiatore Tony McNamara per "rinfrescare" la sceneggiatura. Nel 2013, i produttori stavano ricevendo offerte di finanziamento da diverse società, tra cui la Film4 Productions e la Waypoint Entertainment, che alla fine hanno lavorato al film.
A settembre 2015, è stato annunciato che Lanthimos avrebbe diretto il film dalla sceneggiatura di Deborah Davis e Tony McNamara, che è stata descritta come "una storia oscura e acuta di intrighi reali, passione, invidia e tradimento". Ceci Dempsey, Ed Guiney, Lee Magiday e Andrew Lowe sono stati produttori del film.
Sul triangolo amoroso lesbico del film, Lanthimos ha dichiarato: "Sin dall'inizio avevo intenzione che questo non diventasse un problema nel film. [...] Non volevo neanche che i personaggi ne facessero un problema. Volevo solo trattare queste tre donne come esseri umani. Non importava che ci fossero relazioni di persone dello stesso sesso. Ho smesso di pensarci molto presto durante la produzione".
Ha anche discusso sull'effetto "positivo" che il movimento Me Too ha avuto sul film: "A causa della presenza maschile prevalente nel cinema, le donne sono rappresentate come casalinghe, fidanzate... Il nostro piccolo contributo è di mostrarle così complesse, meravigliose e orribili come sono, come gli altri esseri umani".

### Casting
Il casting è iniziato nel 2014 quando Yorgos Lanthimos ha contattato per la prima volta Colman. A settembre 2015, è stato annunciato che Emma Stone, Olivia Colman e Kate Winslet erano state scritturate nel film, e che avrebbero interpretato rispettivamente Abigail Masham, la regina Anna e Sarah Churchill. A ottobre 2015, Rachel Weisz ha sostituito Winslet. La Favorita è diventata così la seconda collaborazione tra Lanthimos, Colman e Weisz: entrambe le attrici sono apparse in The Lobster di Lanthimos. A febbraio 2017, Nicholas Hoult è entrato nel cast del film, seguito da Joe Alwyn, a marzo 2017. L'8 agosto 2018, è stato annunciato che Mark Gatiss, James Smith e Jenny Rainsford si erano uniti al cast.
Colman è stata l’unica scelta di Lanthimos per la parte della regina Anna. Dopo che Winslet ha lasciato il progetto, Lanthimos ha offerto il ruolo a Cate Blanchett, che però ha declinato. Stone ha tenuto il provino dopo aver chiesto al suo agente di contattare Lanthimos. Lanthimos ha chiesto quindi a Stone di lavorare con un allenatore dialettale per "assicurasi che saremmo stati in grado di lavorare liberamente nella fase creativa senza che l'accento fosse un ostacolo".
Colman ha definito interpretare Anna "una gioia perché sente un po' tutto". Alla domanda se il personaggio non fosse altro che un bambino petulante, ha risposto, "è solo una donna che è poco sicura di sé e non sa se qualcuno la ama davvero. Ha troppo potere, troppo tempo a disposizione". Colman ha affermato che la differenza tra Anna e le precedenti regine che ha interpretato è che "le altre regine non si sono innamorate di due donne sexy". Weisz ha descritto il film come una commedia, paragonandolo ad Eva contro Eva "più divertente, guidato dal sesso" ed è stata attratta dal progetto soprattutto a causa delle importanti protagoniste femminili, considerando il suo ruolo come "il più succoso" della sua carriera. Stone ha esitato ad accettare il ruolo, inizialmente pensando che Abigail fosse "quel tipo di ragazza dolce, la vittima, una serva di queste persone", ma ha cambiato idea dopo aver finito di leggere la sceneggiatura ed è finita ad "implorare" Lanthimos ad essere scelta. La più grande preoccupazione di Stone era controllare il suo accento: "È il 1705, ovvero circa 300 anni prima di qualsiasi altro periodo in cui ho recitato. Era piuttosto scoraggiante per alcuni versi: dover essere britannica e non dover dare nell’occhio".
Nonostante avessero ruoli meno dinamici, Hoult e Alwyn erano incuriositi all'idea di far parte di un film dominato da tre complessi personaggi femminili. "È ovviamente molto attuale avere tre protagoniste femminili, ed è meraviglioso vederlo perché è così raro", ha detto Hoult. Alwyn ha condiviso opinioni simili: "Suppongo che sia insolito avere un film guidato da tre donne, e queste tre donne sono così incredibilmente talentuose e generose come interpreti e anche come persone, e passare del tempo con loro ed essere sul set con loro e gli altri è stato molto divertente. Ero felice di farne parte. È raro trovare un film come questo che è così diverso da quello che siamo abituati a vedere, specialmente con un regista come questo, quindi farne parte è stato geniale".

### Riprese
Le riprese sono iniziate a marzo 2017 nella Hatfield House, e sono terminate 45 giorni dopo.
Per quanto riguarda la scelta del luogo, Lanthimos ha affermato che "dall'inizio, ho avuto quest'impressione di questi personaggi solitari in un enorme spazio".
Prima dell'inizio delle riprese, Lanthimos ha coinvolto i principali attori in un processo di prova che è durato tre settimane. Gli attori "hanno recitato le loro battute mentre cercavano di annodarsi, saltando da una piastrella all'altra o contorcendosi sul pavimento", secondo il The New York Times. "Ci ha fatto fare ogni sorta di cose che ti impediscono di pensare a cosa significano le tue battute", ha detto Colman. Secondo Weisz, un altro esercizio prevedeva gli attori che univano le braccia creando un "pretzel umano". Secondo Stone, Lanthimos voleva vedere "quanto potevamo percepirci senza guardarci". Lanthimos ha affermato di credere che le prove permettessero agli attori di "non prendersi troppo sul serio, imparare il testo in modo fisico facendo cose del tutto irrilevanti per ciò che riguarda la scena, farli sentire a proprio agio nel prendersi in giro da soli".

### Scenografia
La scenografa Fiona Crombie ha tratto ispirazione per la palette di colori del film dal pavimento in marmo bianco e nero a scacchi nel salone della casa, sottolineando che "un personaggio entra in una stanza e ottiene questa incredibile panoramica: parliamo dai pavimenti al soffitto agli angoli. Vedi tutto". Sono state apportate diverse modifiche alle stanze della casa, in particolare in quella della regina, tra cui la rimozione di dipinti, mobili e altre decorazioni. Come con la maggior parte dei lavori di Lanthimos, il film utilizza l'illuminazione naturale e non quella artificiale; ciò si è rivelato impegnativo per le scene notturne, a lume di candela.

### Costumi
La grandissima costumista Sandy Powell ha cercato lei stessa Lanthimos, essendo stata fan dei suoi lavori precedenti, tra cui Kynodontas e Alps. Per quanto riguarda Abigail, Powell voleva che l'ascesa al potere del personaggio si riflettesse nei suoi costumi. Anche se la regina Anna trascorre la maggior parte del suo tempo nel film in una camicia da notte perché è malata, Powell voleva che avesse un aspetto "iconico", e così ha ideato un abito fatto di ermellino.
Sebbene non intenzionalmente, Powell ha tratto ispirazione per l'abbigliamento di Sarah dai suoi precedenti progetti per il personaggio di Tilda Swinton in Orlando. Powell ha dichiarato che Lanthimos voleva che le donne nel film avessero capelli e facce naturali, mentre voleva che gli uomini fossero truccati e che indossassero grandi parrucche. Powell consegnava i costumi, si assicurava che fossero adatti e che gli attori non avessero problemi e lasciava il set, come richiesto da Lanthimos.

## Promozione
Il primo trailer è stato diffuso il 9 luglio 2018.

## Distribuzione
Il film è stato presentato in concorso alla 75ª edizione della Mostra internazionale d'arte cinematografica di Venezia il 30 agosto 2018. È stato distribuito nelle sale cinematografiche statunitensi il 23 novembre 2018. In Italia è uscito nelle sale il 24 gennaio 2019.

### Edizione italiana
L'edizione italiana del film è stata curata dalla 20th Century Fox Italia con la supervisione di Rosetta Fortezza, con la direzione del doppiaggio e l'adattamento dei dialoghi curati da Ida Sansone assistita da Caterina Piferi. Il doppiaggio italiano e la sonorizzazione della pellicola, invece, sono stati eseguiti dalla CDC Sefit Group.

## Riconoscimenti
- 2019 - Premi Oscar
  - Migliore attrice protagonista a Olivia Colman
  - Candidatura per il miglior film
  - Candidatura per il miglior regista a Yorgos Lanthimos
  - Candidatura per la migliore attrice non protagonista a Emma Stone
  - Candidatura per la migliore attrice non protagonista a Rachel Weisz
  - Candidatura per la migliore sceneggiatura originale a Deborah Davis e Tony McNamara
  - Candidatura per la migliore fotografia a Robbie Ryan
  - Candidatura per la migliore scenografia a Fiona Crombie
  - Candidatura per i migliori costumi a Sandy Powell
  - Candidatura per il miglior montaggio a Giōrgos Mauropsaridīs
- 2019 - Golden Globe[36]
  - Migliore attrice in un film commedia o musicale a Olivia Colman
  - Candidatura per il miglior film commedia o musicale
  - Candidatura per la migliore attrice non protagonista a Emma Stone
  - Candidatura per la migliore attrice non protagonista a Rachel Weisz
  - Candidatura per la migliore sceneggiatura a Deborah Davis e Tony McNamara
- 2018 - Mostra internazionale d'arte cinematografica[32]
  - Leone d'argento - Gran premio della giuria
  - Coppa Volpi per la migliore interpretazione femminile a Olivia Colman
  - In competizione per il Queer Lion
  - In competizione per il Leone d'oro al miglior film
- 2018 - Gotham Independent Film Awards[37]
  - Miglior cast
  - Candidatura per il miglior film
  - Candidatura per la miglior sceneggiatura a Deborah Davis e Tony McNamara
- 2019 - British Academy Film Awards[38]
  - Miglior film britannico
  - Migliore sceneggiatura originale a Deborah Davis e Tony McNamara
  - Migliore attrice protagonista ad Olivia Colman
  - Migliore attrice non protagonista a Rachel Weisz
  - Migliore scenografia a Fiona Crombie e Alice Felton
  - Migliori costumi a Sandy Powell
  - Miglior trucco e acconciatura a Nadia Stacey
  - Candidatura per il miglior film
  - Candidatura per il miglior regista a Yorgos Lanthimos
  - Candidatura per la migliore attrice non protagonista ad Emma Stone
  - Candidatura per la migliore fotografia a Robbie Ryan
  - Candidatura per il miglior montaggio a Giōrgos Mauropsaridīs
- 2018 - American Film Institute[39]
  - Migliori dieci film dell'anno
- 2019 - Satellite Award[40]
  - Miglior attrice in un film commedia o musicale a Olivia Colman
  - Migliori costumi a Sandy Powell
  - Candidatura per il miglior film commedia o musicale
  - Candidatura per la miglior attrice non protagonista a Emma Stone
  - Candidatura per la miglior attrice non protagonista a Rachel Weisz
  - Candidatura per il miglior regista a Yorgos Lanthimos
  - Candidatura per la miglior sceneggiatura originale a Deborah Davis e Tony McNamara
  - Candidatura per la miglior fotografia a Robbie Ryan
  - Candidatura per la miglior scenografia a Fiona Crombie
- 2019 - European Film Awards
  - Miglior film a Ceci Dempsey, Ed Guiney, Lee Magiday, Yorgos Lanthimos
  - Miglior film commedia a Ceci Dempsey, Ed Guiney, Lee Magiday, Yorgos Lanthimos
  - Miglior regia a Yorgos Lanthimos
  - Miglior attrice a Olivia Colman
  - Miglior trucco e acconciatura a Nadia Stacey
  - Miglior fotografia a Robbie Ryan
  - Migliori costumi a Sandy Powell
  - Miglior montaggio a Giōrgos Mauropsaridīs
  - Candidatura per il Premio del pubblico al miglior film europeo a Ceci Dempsey, Ed Guiney, Lee Magiday, Yorgos Lanthimos